# Pak Cshangszon
Pak Cshangszon (hangul: 박창선, handzsa: 朴昌善, RR: Park Changseon; Kimhe, 1954. február 2. –) dél-koreai válogatott labdarúgó, edző.

## Pályafutása

### Klubcsapatban
1977 és 1982 között a POSCO FC csapatában játszott. 1978 és 1980 között a Szangmu FC együttesében szerepelt. 1983-ban a Hallelujah FC játékosa volt. 1984 és 1986 között a Daewoo Royalsban játszott, melynek tagjaként 1984-ben megnyerte a dél-koreai bajnokságot. 1987-ben a Jukong Elephantsban fejezte be a pályafutását. 

### A válogatottban
1979 és 1986 között 34 alkalommal játszott a dél-koreai válogatottban és 9 gólt szerzett. Részt vett az 1984-es Ázsia-kupán és az 1986-os világbajnokságon, ahol csapatkapitányként mind a három csoportmérkőzésen kezdőként lépett pályára. Az Argentína elleni mérkőzésen gólt szerzett.

### Edzőként
1998-ban a dél-koreai U20-as válogatott szövetségi edzője volt. 

## Sikerei, díjai
Hallelujah FC
- Dél-koreai bajnok (1): 1983

Daewoo Royals
- Dél-koreai bajnok (1): 1984
- AFC-bajnokok kupája (1): 1985–86

Dél-Korea
- Ázsia-játékok aranyérmes (1): 1986